# Czarna bezgwiezdna noc
Czarna bezgwiezdna noc – zbiór czterech nowel Stephena Kinga, opublikowany w 2010 roku.

## Spis opowiadań
- 1922 (1922)
- Wielki kierowca (Big Driver)
- Dobry interes (Fair Extension)
- Dobrane małżeństwo (A Good Marriage)

Zbiór opowiadań zamyka posłowie autora.